# Jorge Moruno
Jorge Moruno Danzi (1982) es un escritor, sociólogo y político español. Es diputado de la xi legislatura de la Asamblea de Madrid dentro del Grupo Parlamentario Más Madrid.

## Biografía
Nacido el 11 de noviembre de 1982 en Madrid, se licenció en Sociología por la Universidad Complutense de Madrid (UCM), trabajando como teleoperador, informador turístico, reponedor, bloguero, administrativo e investigador.
Miembro fundacional de Podemos, ya había ofrecido asistencia anteriormente a Pablo Iglesias de cara a la elaboración de sus intervenciones televisivas cuando este último había comenzado a colaborar en La Sexta Noche en 2013. No obstante, Moruno, que fue responsable del discurso y argumentario del partido, crítico con la estrategia del «enemigo interno» puesta en práctica por el sector pablista del partido, acabó vinculándose a la corriente de Íñigo Errejón, de cuyos postulados de «transversalidad» es un gran defensor.
Está especializado en el estudio de las transformaciones del trabajo. Es un activo colaborador en medios de comunicación.
Incluido como candidato en el número 11 de la lista de Más Madrid de cara a las elecciones a la Asamblea de Madrid de 2019, resultó elegido diputado de la xi legislatura del parlamento autonómico.

## Obras
- — (2015). La fábrica del emprendedor, trabajo y política en la empresa-mundo. Madrid: Akal.[9]
- — (2018). No tengo tiempo. Geografías de la precariedad. Madrid: Akal.[10]